# Vandrøllike (slægt)
Vandrøllike (Hottonia) er en slægt af vandlevende blomsterplanter i kodriverfamilien. Den indeholder to arter:
- Vandrøllike (Hottonia palustris) – vokser i Europa og vestlige Asien
- Hottonia inflata – vokser i Nordamerika

De to arter adskiller sig markant ved størrelsen af deres blomster, som er markante i den europæiske Almindelig Vandrøllike, men meget mindre i den nordamerikanske Hottonia inflata, og ved tykkelsen af stænglen som er oppustet i Hottonia inflata, men ikke i Almindelig Vandrøllike. De to arter adskiller sig også ved deres formeringsytem: Almindelig Vandrøllike har heterostyli (dvs. forskellige længder grifler på blomsterne på forskellige invidier, hvilket hjælper til at forhindre selvbestøvning), hvilket Hottonia inflata ikke har.
Slægten blev navngivet af Carl von Linné i hans værk Species Plantarum (1753). Den er opkaldt efter botanikeren Peter Hotton.